# 池田政典
池田 政典（いけだ まさのり、1966年12月1日 - ）は、日本の俳優、声優、歌手。ケイエムシネマ企画所属。JAC第12期生。

## 経歴
京都府京都市左京区出身。千葉真一が設立したジャパンアクションクラブ（第12期生）に所属してアクション俳優として芸能界に入った。1986年5月28日、水曜ドラマスペシャルでテレビドラマに初出演、また音楽プロデューサーである藤田浩一からの勧めで歌手活動にも進出し、同年8月25日に『ハートブレイカーは踊れない』で東芝EMIからメジャー・デビューし、明星などの雑誌のグラビアを飾り、アイドル的な人気を博した。
1987年5月1日、『きまぐれオレンジ☆ロード』の主題歌『NIGHT OF SUMMER SIDE』で「歌のトップテン」の10位にランクインを果たし、同週1位だった先輩歌手の杉山清貴からプレゼントされたサングラスをつけて歌を披露した。1988年2月25日、『Formula Wind』で「ザ・ベストテン」にもランクインしたが、10位初登場の週が「月間ランキング」中心の放送であったことから生放送で歌うことができず、翌週は10位圏外になってしまったことから結局生放送で歌うことができなかった。『愛のセレブレイション』を最後に歌手活動は休止した。
以降は役者業に専念し、『月曜ゴールデン』『火曜サスペンス劇場』『水曜ミステリー9』『土曜ワイド劇場』など推理物や刑事ドラマを中心に数多く出演している。他に声優としてアニメ版『龍虎の拳』のロバート・ガルシア役、『るろうに剣心 -明治剣客浪漫譚-』の志々雄真実役、『新テニスの王子様』の大和祐大役などで知られている。その一方、2000年代以降はしばらく休止していた歌手としてのライブも散発的に行った実績がある。

## エピソード
- 趣味はバイクや車などの運転、特技は空手と乗馬[3]。
- 特撮作品である『仮面ライダーウィザード』（2013年）に出演した際にはスタントマンを務めるJAC時代の仲間と旧交を温めたが、自分のスタントシーンがなかったのが残念だったという[4]。
- 歌手活動は20年以上休止しているが、アニメ出演時のキャラクターソングで往年の歌唱力を披露する事もあり、『新テニスの王子様』の大和祐大キャラソンはオリコンチャート100位以内にランキングされている。

## 出演作品（俳優）

### テレビドラマ
- 水曜ドラマスペシャル（TBS）
  - 放浪（1986年5月28日）
  - 税務調査官・窓際太郎の事件簿6」（2000年）- 矢野忠雄 役
- ときめきざかり（1988年、フジテレビ）
- 想い出にかわるまで（1990年、TBS）
- 火曜サスペンス劇場（日本テレビ）
  - 「弁護士・朝日岳之助2」（1990年5月29日）- 伊原鋳造 従業員・竹之内浩 役
  - 「二着のウェディングドレス」（1992年6月23日）
  - 「どうぞ安らかに2 遺骨の灰に残る不燃物は教育ママ殺害の証拠品?母の夢が重荷の家出少年の心の闇」（2002年9月10日）- 家庭教師・長谷川正俊 役
- 代表取締役刑事（1990年10月 - 1991年9月、テレビ朝日）- 小早川竜一 役
- ネオドラマ「気持ちいいネ!」（1992年6月、テレビ朝日）
- 本当にあった怖い話 水子霊の囁き（1992年9月7日、テレビ朝日）
- 木曜日の食卓（1992年、TBS） - 桑原晃 役
- さすらい刑事旅情編V 第6話「疑惑の婚約者・血痕のついた札束」（1992年、テレビ朝日）
- ラブ・ストーリーを君に'92「何も言えなくて」（1992年12月28日、テレビ朝日）
- ラスト・フレンド（1993年、東海テレビ） - 木村俊也 役
- 嵐の中の愛のように（1993年、読売テレビ）- 水島賢二 役
- 土曜ワイド劇場（テレビ朝日）
  - 事件3（1995年6月24日）- 水谷友男
  - タクシードライバーの推理日誌19（2004年10月30日）- 枝本明彦 役
  - 森村誠一の終着駅シリーズ
    - 森村誠一の終着駅シリーズ15 砂漠の駅（2003年2月8日）- 神田直也（氏家泰行〔国会議員〕の私設秘書）役
    - 森村誠一の終着駅シリーズ18 破婚の条件（2005年8月20日）- 里見慎治（ライター）役
    - 森村誠一の終着駅シリーズ22 殺人同盟（2009年3月14日）- 石野勝（和枝の兄）役

  - 救急救命士・牧田さおり4（2005年11月12日、テレビ朝日）- 佐伯省吾 役
  - 山村美紗サスペンス　地獄坂の復讐殺人！（2006年9月2日）- 猪沢刑事 役
  - 狩矢父娘シリーズ7〜（2006年〜） - 橋口刑事 役
  - 獣医・いかり七緒の殺人診断（2007年10月27日）- 沢村博之 役
  - 温泉若おかみの殺人推理19 富山大牧温泉〜旅グルメ番組殺人事件！（2008年6月28日）- 江藤修二 役
  - 西村京太郎サスペンス 鉄道捜査官9（2008年）
  - 法律事務所3（2009年4月4日）
  - 刑事の妻〜デカツマ〜（2009年8月8日） - 松野幸治 役
  - 検事・朝日奈耀子8（2009年10月31日）- 江藤建作 役
  - 内田康夫サスペンス・福原警部3（2011年4月23日）- 松永幸一 役
  - 警視庁捜査一課長〜ヒラから成り上がった最強の刑事!（2012年7月14日 - ）- 中根穂高 役
  - 検事・朝日奈耀子13（2013年）- 安永雄二 役
  - 終着駅の牛尾刑事VS事件記者・冴子13（2013年12月28日）- 佐久間哲夫 役
  - 再捜査刑事・片岡悠介8（2015年1月31日）- 二階堂隆二 役
  - 京都美食タクシー殺人レシピ（2015年6月13日）- 石井純平 役
  - ドクター彦次郎2（2016年10月1日）- 森脇夏彦 役
- 新宿鮫シリーズ（1995年） - 田隈刑事 役
- 透明人間 第6話（1996年5月18日、日本テレビ）
- 真夏の薔薇（1996年、東海テレビ） - 巌井稲彦 役
- 快刀!夢一座七変化（1996年、テレビ朝日）
- 花王 愛の劇場（TBS）
  - さしすせそ!?（1997年）
  - あっとほーむ（2000年）- 大久保崇 役
- 緋の稜線（1998年、フジテレビ）- 嵯峨美 新之助 役
- P.A（1998年、日本テレビ）- 村上貴志 役
- 独身生活（1999年、TBS）- 榎本亮介 役
- バースデイ〜こちら椿産婦人科〜（1999年、テレビ東京）
- 新・部長刑事 アーバンポリス24（2000年、朝日放送）- 北山三郎 役
- 月曜ミステリー劇場
  - 「弁護士高見沢響子4」（2001年）- 浅野光 役
  - 「恋する京女将 音姫千尋の事件簿1」（2003年） - 松野明彦 役
- ワンハート〜この空の下で〜（2003年、中部日本放送、ドラマ30）
- 捜査検事・近松茂道2 古都金沢〜能登殺人情話（2003年、テレビ東京・BSジャパン） - 森村恒夫 役
- はぐれ刑事純情派 第16シリーズ 第16話「白昼の通り魔!星占いの女」（2003年7月23日、テレビ朝日）- 千葉俊一 役
- 大河ドラマ「新撰組!」（2004年、NHK）
- 水曜ミステリー9（テレビ東京）
  - 篝警部補の事件簿3（2005年12月14日）- 近松裕之 役
  - 密会の宿4・「京都・箱根・鎌倉不倫カップル連続失踪殺人事件」（2005年）- 井村勝 役
  - 高村薫サスペンス・去りゆく日に（2009年2月25日）
  - 不倫調査員・片山由美14・「京都・花の殺人乱舞」（2014年8月6日）- 滝澤冬樹 役
- こちらお客様相談室 クレーム1!〜だんご殺人事件〜（2005年2月4日、フジテレビ）- 磯部篤弘 役
- 復讐のダイヤモンド（2006年3月18日、テレビ朝日）- 日置信一郎 役
- 素浪人 月影兵庫（2007年、テレビ朝日）
- 月曜ゴールデン（TBS）
  - 占い師みすず 事件は運命の彼方に1（2006年6月5日）- 山根豊 役
  - ベビーシッターの危険な好奇心（2007年11月12日）- 小池修次/尾崎一朗 役
  - 税務調査官・窓際太郎の事件簿18（2009年4月20日）- 柿山健介 役
  - 警視庁南平班〜七人の刑事〜（2009年8月24日）
  - 無敵のおばさん小早川千冬・正義の事件簿（2010年6月28日）
  - 世直し公務員 ザ・公証人9（2011年6月13日） - 星峰和也 役
  - 北海道警察 笑う警官（2013年7月29日）- 津久井卓 役
- 相棒シリーズ（テレビ朝日）
  - season2 第19話（2004年3月3日）- 野崎建夫 役
  - season6 第11・12話（2008年1月16日・23日）- 飯島刑事 役
  - season13 第11話（2015年1月14日）- 山崎総一郎 役
- おみやさん（第6シリーズ）（2008年、テレビ朝日）- 松木久幸 役
- 肉体の門（2008年、テレビ朝日）- 安井 役
- JIN-仁- 第2話（2009年10月18日、TBS）- 幕末志士・稲葉 役
- 水戸黄門・第40部 第11話「悪を一喝 世話焼き美人・象潟」（2009年10月19日、TBS）- 三国屋徳三郎 役
- ランナウェイ〜愛する君のために（2011年10月 - 12月、TBS）- 三沢刑事 役
- 家政婦のミタ 第9話（2011年12月7日、日本テレビ）- 皆川功 役
- トッカン 特別国税徴収官 第1話（2012年7月4日、日本テレビ）- 皆川功 役
- 仮面ライダーウィザード 第18・19話（2013年1月13日・20日、テレビ朝日）- 及川博 役
- 佐藤家の朝食、鈴木家の夕食（2013年1月28日、BSジャパン）- 鈴木裕之 役
- 信長のシェフ 第4話（2013年2月1日、テレビ朝日）- 酒井忠次 役
- ご縁ハンター 最終話（2013年4月27日、NHK総合）- 相島正春 役
- 濃姫II〜戦国の女たち（2013年6月23日、テレビ朝日）- 足利義昭 役
- クロコーチ（2013年10月 - 12月、TBS）- 田宮弘 役
- 刑事のまなざし 第9話（2013年12月2日、TBS）- 田中浩一 役
- 隠蔽捜査 第10・最終話（2014年3月17日・24日、TBS）-本郷芳則役
- ホワイト・ラボ〜警視庁特別科学捜査班〜 第3話（2014年4月28日、TBS）- 長谷川和喜 役
- BORDER 警視庁捜査一課殺人犯捜査第4係 第7話（2014年5月22日、テレビ朝日）- 丸田 役
- 銀漢の賦（2015年、NHK総合）- 合田又五郎
- アイムホーム 第1話（2015年4月16日、テレビ朝日）
- 最強のふたり〜京都府警 特別捜査班〜 第1話（2015年7月16日、テレビ朝日）- 向井正也 役
- 警視庁ゼロ係〜生活安全課なんでも相談室〜 FIRST SEASON 第4話（2016年2月5日、テレビ東京）- 峰岡 役
- スペシャリスト 第7話（2016年2月25日、テレビ朝日）- 高沢憲一 役
- スペシャル時代劇 / 新陰流 上泉伊勢守信綱（2017年3月、BS朝日）- 小幡政春 役
- 内閣情報調査室 特命調査官・ハト（2017年12月10日、テレビ朝日）- 野尻要介 役

### 映画
- 伊賀野カバ丸(1983年）- 山川 役
- アイドルを探せ（1987年）- 氷江淳一 役
- さわこの恋 上手な嘘の恋愛講座（1990年）- 五島由紀夫 役
- ジゴロ アーバンナイトストーリー（1991年）
- ごろつき（1992年）- 主演
- スウィートルーム（1993年）- 新庄茂 役
- 透視する女（2000年）- 山川静夫 役
- 雨よりせつなく（2004年）- 吉沢 役
- ばかもの（2010年）
- DOG×POLICE 純白の絆（2011年）
- 忍たま乱太郎 夏休み宿題大作戦!の段（2013年）- 常光寺与ヱ門 役
- ストレイヤーズ・クロニクル（2015年）

### Vシネマ
- DINO（1994年）
- 女豹 灼熱のスナイパー（にっかつ）（1996年）- 木村タカオ 役
- 新・第三の極道11 血塗られた仁義（2000年） - 藤堂組鬼木組若頭 役
- 難波金融伝・ミナミの帝王34「ブランドの重圧」（2006年）- 福田鉄太 役
- ブラック・エンジェルズ2 〜黒き覚醒篇〜（2012年）- 美浜市長 役

### バラエティ
- 女はダバダ…（フジテレビ）
- ヤングスタジオ101（NHK総合）
- しまうまのおしり（毎日放送）

### ラジオ
- キックターンララバイ（民放AM各局）[2]
- 池田政典のストリートフィーバー（文化放送）[2]

### CM
- 井関農機

### 舞台
- WBB vol.2 「プレイスター」（2012年4月25日 - 5月6日、全労済ホールスペース・ゼロ）

## 出演作品（声優）

### テレビアニメ
- バトルスピリッツ 龍虎の拳（1993年）- ロバート・ガルシア 役
- るろうに剣心 -明治剣客浪漫譚-（1996年）- 志々雄真実 役
- 遊☆戯☆王デュエルモンスターズ（2000年）- ナレーション、ハサン 役
- テニスの王子様（2001年 - 2012年）- 大和祐大 役 ※2作品
- D・N・ANGEL（2003年）- ナレーション
- 吟遊黙示録マイネリーベ（2004年）- アルバート 役
- DAN DOH!!（2004年）- ナレーション
- 家庭教師ヒットマンREBORN!（2007年）- XANXUS 役
- ナンバカ（2016年）- 傷の男 役

### OVA
- 家庭教師ヒットマンREBORN! ジャンプスーパーアニメツアー2009 ボンゴレ式修学旅行、来る! THE COMPLETE MEMORIAL（2009年）- XANXUS 役
- るろうに剣心 -明治剣客浪漫譚- 新京都編（2012年）- 志々雄真実 役

### 劇場アニメ
- 遊☆戯☆王デュエルモンスターズ 光のピラミッド（2004年）- ナレーション 役

### ゲーム
- 家庭教師ヒットマンREBORN! シリーズ - XANXUS 役
- るろうに剣心 -明治剣客浪漫譚- 炎上！京都輪廻（2006年）- 志々雄真実 役
- るろうに剣心 -明治剣客浪漫譚- 再閃（2011年）- 志々雄真実 役
- るろうに剣心 -明治剣客浪漫譚- 完醒（2012年）- 志々雄真実 役
- ジェイスターズ ビクトリーバーサス（2014年）- 志々雄真実 役
- JUMP FORCE（2019年）- 志々雄真実 役
- 共闘ことばRPG コトダマン（2020年） - 志々雄真実 役

### ラジオ
- ワンハート〜この空の下で〜（CBCラジオ）- レギュラー・春川慎之介役
- はいぱぁナイト金曜・初代担当（KBS京都）- 二代目の日髙のり子とは後に『るろうに剣心 -明治剣客浪漫譚- 』で共演している。
- オメガトライブの青春1000% - 1986オメガトライブのレギュラーラジオ番組。当時、所属していた事務所・トライアングル・プロダクションのアーティストとしてゲストで最も多く出演。1986オメガトライブとの関係は後輩[5]にあたる。
- 池田政典のミュージックステーション（文化放送）

## ディスコグラフィ

### シングル
- 全て東芝EMIからリリース。

| #  | 発売日          | A/B面 | タイトル                   | 作詞       | 作曲             | 編曲          | 規格品番  |
| -- | --------------- | ----- | -------------------------- | ---------- | ---------------- | ------------- | --------- |
| 1  | 1986年 8月25日  | A面   | ハートブレイカーは踊れない | 有川正沙子 | 林哲司           | 船山基紀      | TP-17881  |
| 1  | 1986年 8月25日  | B面   | Twilight Story             | 有川正沙子 | 林哲司           | 林哲司        | TP-17881  |
| 2  | 1987年 3月18日  | A面   | SHADOW DANCER              | 売野雅勇   | 林哲司           | 船山基紀      | WTP-17930 |
| 2  | 1987年 3月18日  | B面   | FREE TRAFFIC               | 藤田浩一   | 林哲司           | 船山基紀      | WTP-17930 |
| 3  | 1987年 5月1日   | A面   | NIGHT OF SUMMER SIDE       | 売野雅勇   | NOBODY           | 新川博        | WTP-17957 |
| 3  | 1987年 5月1日   | B面   | 危険なトライアングル       | 売野雅勇   | 和泉常寛         | 新川博        | WTP-17957 |
| 4  | 1988年 2月3日   | -     | FORMULA WIND               | 田口俊     | 林哲司           | 新川博        | RT04-2060 |
| 5  | 1988年 6月22日  | 01    | 君だけ夏タイム             | 売野雅勇   | 船山基紀         | 船山基紀      | XT10-2016 |
| 5  | 1988年 6月22日  | 02    | 明日へのセンタリング       | 田口俊     | 杉山清貴         | 船山基紀      | XT10-2016 |
| 6  | 1989年 2月22日  | 01    | バックミラーに消えた恋     | 松井五郎   | 石田正人         | Darlin'       | XT10-2317 |
| 6  | 1989年 2月22日  | 02    | ガレージ                   | 松井五郎   | タケカワユキヒデ | 船山基紀      | XT10-2317 |
| 7  | 1989年 7月5日   | 01    | 冷たいベッドでDance        | 松井五郎   | 石田正人         | Darlin'       | XT10-2392 |
| 7  | 1989年 7月5日   | 02    | 太陽ははなさない           | 松井五郎   | 都志見隆         | 船山基紀      | XT10-2392 |
| 8  | 1989年 10月18日 | 01    | 憎いSugar Babe             | 松井五郎   | 中崎英也         | 中崎英也      | XT10-2432 |
| 8  | 1989年 10月18日 | 02    | ニックネームはCrazy        | 松井五郎   | 石田正人         | Darlin'       | XT10-2432 |
| 9  | 1990年 4月11日  | 01    | MYSTERY DANCER             | 及川眠子   | Jimmy Johnson    | Jimmy Johnson | TODT-2505 |
| 9  | 1990年 4月11日  | 02    | MIDNIGHT CARNAVAL          | 尾関昌也   | 尾関昌也         | 萩田光男      | TODT-2505 |
| 10 | 1990年 10月18日 | 01    | MOON LIGHT伝説             | 及川眠子   | 夢野真音         | 大森俊之      | TODT-2582 |
| 10 | 1990年 10月18日 | 02    | Amour                      | 藤本ひとみ | 羽場仁志         | 大森俊之      | TODT-2582 |
| 11 | 1991年 12月11日 | 01    | Because I Love You         | 湯川れい子 | W.A.Brooks       | 津久井淳      | TODT-2719 |
| 11 | 1991年 12月11日 | 02    | (バラードVer.)             | 湯川れい子 | W.A.Brooks       | 津久井淳      | TODT-2719 |
| 11 | 1991年 12月11日 | 03    | (ハウスVer.)               | 湯川れい子 | W.A.Brooks       | 津久井淳      | TODT-2719 |

#### デュエット・シングル
1. 愛のセレブレイション（羽根田征子とのデュエット／1992年3月11日、TODT-2774）
訳詞：及川眠子／作曲：Michael Masser

### アルバム

#### ベスト・アルバム
1. ZERO POINT〜池田政典 BEST SELECTION〜（1989年7月5日／CT32-5511）
2. ベストナウ 池田政典（1989年12月13日／TOCT-9060）
3. ベストナウ 池田政典（1990年11月14日／TOCT-9068）

### キャラクターソングCD
- 愛と剣のキャメロット まんが家マリナ タイムスリップ事件 サウンドトラック（1990年10月17日）
- 家庭教師ヒットマンREBORN! キャラクターソングアルバム THE VARIA SONGS／「誇り高き憤怒（いかり）」（XANXUS名義）
- 家庭教師ヒットマンREBORN! キャラクターアルバム SONG "BLUE" 〜rivale〜／「FLAMING RAGE」（XANXUS名義）
- 新テニスの王子様 キャラクターシングル THE BEST OF U-17 PLAYERS V YUDAI YAMATO／「幻有夢現」（大和祐大）オリコン最高98位

### タイアップ曲
| 年     | 楽曲                 | タイアップ                                                  |
| ------ | -------------------- | ----------------------------------------------------------- |
| 1987年 | SHADOW DANCER        | ダイドー「Mコーヒー」CMソング                               |
| 1987年 | NIGHT OF SUMMER SIDE | 日本テレビ系テレビアニメ「きまぐれオレンジ☆ロード」OP主題歌 |
| 1988年 | FORMULA WIND         | ダイドー「Mコーヒー」CMソング                               |
| 1989年 | 憎いSugar Babe       | 男性用化粧品「JOY JACK」CMソング                            |
| 1990年 | 悩ましくSummer Queen | ISEKI「トラクター」CMソング                                 |
| 1990年 | MOONLIGHT伝説        | アニメ映画「愛と剣のキャメロット」OP主題歌                  |
| 1990年 | Amour                | アニメ映画「愛と剣のキャメロット」ED主題歌                  |